# Почино-Софіївська сільська рада
Почи́но-Софі́ївська сільська́ ра́да — колишній орган місцевого самоврядування в Магдалинівському районі Дніпропетровської області. Адміністративний центр — село Почино-Софіївка.

## Загальні відомості
- Населення ради: 1 260 осіб (станом на 2001 рік)

## Населені пункти
Сільській раді підпорядковані населені пункти:
- с. Почино-Софіївка
- с. Січкарівка
- с. Тарасівка

## Склад ради
Рада складається з 16 депутатів та голови.
- Голова ради: Шорохова Марина Валентинівна
- Секретар ради: Рябцева Тетяна Миколаївна

### Керівний склад попередніх скликань
| Прізвище, ім'я, по батькові  | Основні відомості                                                         | Дата обрання | Дата звільнення |
| ---------------------------- | ------------------------------------------------------------------------- | ------------ | --------------- |
| Шорохова Марина Валентинівна | Сільський голова, 1966 року народження, освіта вища, позапартійна         | 26.03.2006   | 31.10.2010      |
| Шорохова Марина Валентинівна | Сільський голова, 1966 року народження, освіта вища, член Партії регіонів | 31.10.2010   |                 |

Примітка: таблиця складена за даними сайту Верховної Ради України

### Депутати
За результатами місцевих виборів 2010 року депутатами ради стали:

#### За суб'єктами висування
| Суб'єкт висування                 | Кількість обраних депутатів | %    |
| --------------------------------- | --------------------------- | ---- |
| Партія регіонів                   | 7                           | 43,8 |
| Самовисування                     | 5                           | 31,3 |
| Політична партія «Сильна Україна» | 3                           | 18,8 |
| Народна партія                    | 1                           | 6,3  |

#### За округами
| № округу                          | Прізвище, ім'я, по батькові     | Дата визнання обраним | Освіта  | Партійна приналежність                  | Відомості про обраного депутата                 |
| --------------------------------- | ------------------------------- | --------------------- | ------- | --------------------------------------- | ----------------------------------------------- |
| Народна Партія                    |                                 |                       |         |                                         |                                                 |
| 6                                 | Самарський Олег Олексійович     | 04.11.2010            | вища    | член Народної партії                    | Почино-Софіївський будинок культури, директор   |
| Партія регіонів                   |                                 |                       |         |                                         |                                                 |
| 2                                 | Рябцева Тетяна Миколаївна       | 04.11.2010            | середня | член Партії регіонів                    | Почино-Софіївська сільська рада, секретар       |
| 5                                 | Шкуренко Віта Анатоліївна       | 04.11.2010            | вища    | член Партії регіонів                    | териториальний центр, соцпрацівник              |
| 8                                 | Моренко Олена Іванівна          | 04.11.2010            | середня | член Партії регіонів                    | приватний підприємець                           |
| 11                                | Синиця Тетяна Олексіївна        | 04.11.2010            | середня | член Партії регіонів                    | Почино-Софіївська бібліотека, зав. бібліотекою  |
| 12                                | Андрусик Анатолій Григорович    | 04.11.2010            | середня | член Партії регіонів                    | Почино-Софіївська сільська рада, землевпорядник |
| 13                                | Торохтило Сергій Володимирович  | 04.11.2010            | вища    | член Партії регіонів                    | приватний підприємець                           |
| 15                                | Петрів Ярослав Ярославович      | 04.11.2010            | середня | член Партії регіонів                    | ЗАТ «АВК», водій                                |
| Політична партія «Сильна Україна» |                                 |                       |         |                                         |                                                 |
| 1                                 | Окунь Софія Петрівна            | 04.11.2010            | середня | член Політичної партії «Сильна Україна» | одноосібник                                     |
| 4                                 | Талах Володимир Леонідович      | 04.11.2010            | середня | член Політичної партії «Сильна Україна» | одноосібник                                     |
| 7                                 | Крячун Віктор Васильович        | 04.11.2010            | середня | член Політичної партії «Сильна Україна» | одноосібник                                     |
| Самовисування                     |                                 |                       |         |                                         |                                                 |
| 3                                 | Терещенко Леонід Леонідович     | 04.11.2010            | середня | позапартійний                           | тимчасово не працює                             |
| 9                                 | Прима Анатолій Васильович       | 04.11.2010            | середня | позапартійний                           | тимчасово не працює                             |
| 10                                | Валявська Людмила Володимирівна | 04.11.2010            | середня | позапартійна                            | тимчасово не працює                             |
| 14                                | Лось Володимир Миколайович      | 04.11.2010            | середня | позапартійний                           | приватний підприємець                           |
| 16                                | Зозулько Сергій Саввич          | 04.11.2010            | вища    | позапартійний                           | пенсіонер                                       |